# Cerro Santa Isabel
Cerro Santa Isabel är ett berg i Bolivia.   Det ligger i departementet Potosí, i den södra delen av landet, 300 km söder om huvudstaden Sucre. Toppen på Cerro Santa Isabel är 5 290 meter över havet, eller 470 meter över den omgivande terrängen. Bredden vid basen är 6,5 km.
Terrängen runt Cerro Santa Isabel är huvudsakligen kuperad. Trakten runt Cerro Santa Isabel är nära nog obefolkad, med mindre än två invånare per kvadratkilometer.. Närmaste större samhälle är San Pablo de Lipez, 11,0 km väster om Cerro Santa Isabel. 
Omgivningarna runt Cerro Santa Isabel är i huvudsak ett öppet busklandskap.